# Ailey (Géorgie)
Ailey est une ville américaine située dans le comté de Montgomery, en Géorgie. Selon le recensement de 2020, sa population est de 519 habitants.